# Балка Скотовата
Балка Скотовата — балка (річка) в Україні у Солонянському районі Дніпропетровської області. Права притока річки Сухої Сури (басейн Дніпра).

## Опис
Довжина балки приблизно 6,43 км, найкоротша відстань між витоком і гирлом — 6,10 км, коефіцієнт звивистості річки — 1,05. Формується декількома струмками та загатами. На деяких ділянках балка пересихає.

## Розташування
Бере початок на північно-західній стороні від села Широкополе. Тече переважно на північний захід через село Сергіївку і на північно-західній околиці села Широке впадає у річку Суху Суру, праву притоку річки Тритузни.

## Цікаві факти
- У XX столітті на балці існували газгольдер та газова свердловина[2], а у XIX столітті — скотний двір та вітряний млин[1].